# Phobetes nigriceps
Phobetes nigriceps là một loài tò vò trong họ Ichneumonidae.